# Foster Hedley
Foster Hedley (6 tháng 1 năm 1908 – 1983) là một cầu thủ bóng đá người Anh từng thi đấu cho St Andrews (Newcastle), South Shields, Corinthians (Newcastle), Jarrow, Hull City, Nelson, Manchester City, Chester, Tottenham Hotspur, Millwall và Swindon Town.

## Sự nghiệp bóng đá
Hedley từng thi đấu cho St Andrews (Newcastle), South Shields, Corinthians (Newcastle) và Jarrow trước khi gia nhập Hull City nơi ông có 2 trận ra sân năm 1928. Sau khoảng thời gian với Nelson và Manchester City, ông ký hợp đồng với Chester năm 1931 nơi ông tiếp tục có 88 trận và 29 bàn. Hedley gia nhập Tottenham Hotspur để thi đấu thêm 5 trận và ghi 1 bàn trên mọi đấu trường. Sau khi rời White Hart Lane ông gia nhập Millwall trước khi kết thúc sự nghiệp tại Swindon Town, thi đấu 30 trận và ghi 7 bàn trên mọi đấu trường trong giai đoạn 1938–46.